# Сан Вилиџ (Калифорнија)
Сан Вилиџ (енгл. Sun Village) насељено је место без административног статуса у америчкој савезној држави Калифорнија.

## Демографија
По попису из 2010. године број становника је 11.565.
| Група             | 2000.    | 2010.         |
| Белци             | 0 (0,0%) | 3.180 (27,5%) |
| Афроамериканци    | 0 (0,0%) | 809 (7,0%)    |
| Азијати           | 0 (0,0%) | 129 (1,1%)    |
| Хиспаноамериканци | 0 (0,0%) | 7.311 (63,2%) |
| Укупно            | 0        | 11.565        |